# Poesía de la claridad

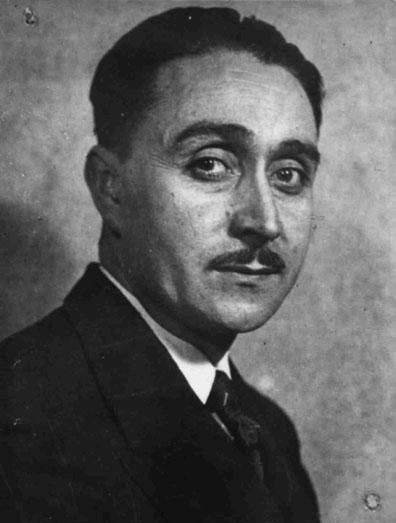
Óscar Castro (1910-1947), uno de los poetas de la claridad.

La poesía de la claridad fue una tendencia literaria surgida en Chile a fines de los años 1930, en parte influenciada en la obra del recientemente fallecido poeta español Federico García Lorca (1898-1936), y que nació como respuesta crítica al hermetismo y subjetivismo del vanguardismo histórico, al que pertenecían destacados poetas chilenos tales como Vicente Huidobro o Pablo Neruda, y que también contaba con representantes más jóvenes, como los surrealistas del Grupo La Mandrágora.
El vocero de los llamados «poetas de la claridad» fue Tomás Lago, y dentro de sus representantes se encontraban poetas jóvenes, tales como Luis Oyarzún, Jorge Millas, Alberto Baeza Flores, Óscar Castro y muy especialmente Nicanor Parra, en su etapa previa a la creación de la antipoesía.
Dentro de los propósitos de esta forma de hacer poesía estaba el recuperar las métricas de la décima y el romance, para con ellas escribir a la gente común y abarcar temáticas más contingentes, que las vanguardias habían dejado de lado. Nicanor Parra se desvincularía pronto de ellos, y de su progresiva tendencia hacia lo que para él resultaba cursi y cercano a un criollismo idílico y artificial.

## Publicaciones
- 1939 - 8 nuevos poetas chilenos (Universidad de Chile, Ed. SECH)
- 1942 - Tres poetas chilenos (Cruz del Sur, Ed. Tomás Lago)
- 1958 - «Poetas de la claridad». Nicanor Parra, Atenea (Concepción), 380-381: 45-48[2] (también incluido en Obras completas & algo + (1935-1972), 2006)